# Интенис
Интенис — деревня в Саргатском районе Омской области России. Входит в состав Хохловского сельского поселения.

## История
Основана в 1776 г. В 1928 г. состояла из 126 хозяйств, основное население — русские. Центр Интенисского сельсовета Саргатского района Омского округа Сибирского края..
В соответствии с Законом Омской области от 30 июля 2004 года № 548-ОЗ «О границах и статусе муниципальных образований Омской области» деревня вошла в состав образованного Хохловского сельского поселения.

## География
Расположен в центре региона, в пределах Западно-Сибирской равнины, у озера Интенис.

## Население
| 1926 | 2010 |
| ---- | ---- |
| 628  | ↘171 |

## Инфраструктура
Личное подсобное хозяйство.

## Транспорт
Стоит на автодороге «Колосовка — Саргатское» (идентификационный номер 52 ОП РЗ К-9).
Просёлочные дороги.